# Мајстор (ТВ филм из 2002)
„Мајстор” је југословенски  ТВ филм из 2002. године. Режирао га је Димитрије Јовановић а сценарио је написао Слободан Шуљагић по делу Роналда Харвуда.

## Улоге
| Глумац                 | Улога           |
| ---------------------- | --------------- |
| Бранислав Цига Јеринић | Роман Козаченко |
| Наташа Нинковић        |                 |
| Ксенија Јовановић      |                 |
| Борис Комненић         |                 |
| Нела Михаиловић        |                 |
| Радован Миљанић        |                 |
| Васа Пантелић          |                 |
| Борис Пинговић         |                 |